# Mounir Obbadi
Mounir Obbadi (Meulan-en-Yvelines, 4 de abril de 1983) é um futebolista profissional marroquino que atua como meia-atacante.

## Carreira
Mounir Obbadi fez parte do elenco da Seleção Marroquina de Futebol na Campeonato Africano das Nações de 2017.